# Liste der Nummer-eins-Hits in Frankreich (2014)
Diese Liste der Nummer-eins-Hits basiert auf der offiziellen Chartliste des Syndicat National de l’édition Phonographique (SNEP), der französischen Landesgruppe der IFPI, im Jahr 2014.
Die Albenpositionen sind der Liste Top Albums Fusionnés entnommen. Bei den Singles wurde bis einschließlich 1. September auf die Top Singles zurückgegriffen, welche CD- und Download-Singleverkäufe berücksichtigten. Seit 8. September sind die physischen Verkäufe aus der Auswertung entfallen. Stattdessen werden nun zwei Listen geführt. Die erste, Top Singles Téléchargés, enthält die meistverkauften Downloads. Durch die zweite Liste namens Top Streaming wird auch ein offizieller Nummer-eins-Hit bei den Musikstreaming-Anbietern ermittelt.

## Singles
| ← 2013 ← | Liste der Nummer-eins-Hits in Frankreich (Top Singles) | Liste der Nummer-eins-Hits in Frankreich (Top Singles) | Liste der Nummer-eins-Hits in Frankreich (Top Singles)       | 2015 → |
| \| Zeitraum \| Wo. ges. \| Interpret \| Titel Autor(en) \| Zusätzliche Informationen \| \| (Zeitraum, Wochen auf Platz eins, Interpret, Titel, Autor[en], zusätzliche Informationen) \| \| \| \| \| \| ----------------------------------------------------------------------------------------- \| -------- \| --------------------------------------- \| ------------------------------------------------------------ \| ------------------------------------------------------------------------------------------------------------------------------------------------------------------------ \| \| 21. Dezember 2013 – 4. Mai 2014 20 Wochen (insgesamt 21) \| 21 \| Pharrell Williams \| Happy Pharrell Williams \| – \| \| 5. Mai 2014 – 25. Mai 2014 3 Wochen \| 3 \| Milky Chance \| Stolen Dance Clemens Rehbein, Philipp Dausch \| – \| \| 26. Mai 2014 – 1. Juni 2014 1 Woche \| 1 \| Booba \| OKLM \| – \| \| 2. Juni 2014 – 29. Juni 2014 4 Wochen \| 4 \| Black M \| Sur ma route Pascal Boniani Koeu, Alpha Diallo \| – \| \| 30. Juni 2014 – 6. Juli 2014 1 Woche \| 1 \| Sia \| Chandelier Jesse Shatkin, Sia Furler \| – \| \| 7. Juli 2014 – 7. September 2014 9 Wochen \| 9 \| Lilly Wood & the Prick and Robin Schulz \| Prayer in C (Robin Schulz Remix) Nili Hadida, Benjamin Cotto \| Das Duo hatte schon mehrere Hits in seiner Heimat, Prayer in C war 2010 nur als Albumtrack erschienen. Der Remix des deutschen DJs machte es dann international zum Hit. \| |                                                        |                                                        |                                                              | |
| ← 2013 |                                                        |                                                        |                                                              | → 2015 → |
| Zeitraum | Wo. ges.                                               | Interpret                                              | Titel Autor(en)                                              | Zusätzliche Informationen |
| (Zeitraum, Wochen auf Platz eins, Interpret, Titel, Autor[en], zusätzliche Informationen) |                                                        |                                                        |                                                              | |
| 21. Dezember 2013 – 4. Mai 2014 20 Wochen (insgesamt 21) | 21                                                     | Pharrell Williams                                      | Happy Pharrell Williams                                      | – |
| 5. Mai 2014 – 25. Mai 2014 3 Wochen | 3                                                      | Milky Chance                                           | Stolen Dance Clemens Rehbein, Philipp Dausch                 | – |
| 26. Mai 2014 – 1. Juni 2014 1 Woche | 1                                                      | Booba                                                  | OKLM                                                         | – |
| 2. Juni 2014 – 29. Juni 2014 4 Wochen | 4                                                      | Black M                                                | Sur ma route Pascal Boniani Koeu, Alpha Diallo               | – |
| 30. Juni 2014 – 6. Juli 2014 1 Woche | 1                                                      | Sia                                                    | Chandelier Jesse Shatkin, Sia Furler                         | – |
| 7. Juli 2014 – 7. September 2014 9 Wochen | 9                                                      | Lilly Wood & the Prick and Robin Schulz                | Prayer in C (Robin Schulz Remix) Nili Hadida, Benjamin Cotto | Das Duo hatte schon mehrere Hits in seiner Heimat, Prayer in C war 2010 nur als Albumtrack erschienen. Der Remix des deutschen DJs machte es dann international zum Hit. |

| ← 2013 ← | Liste der Nummer-eins-Hits in Frankreich (Top Singles Téléchargés) | Liste der Nummer-eins-Hits in Frankreich (Top Singles Téléchargés) | Liste der Nummer-eins-Hits in Frankreich (Top Singles Téléchargés)                | 2015 → |
| \| Zeitraum \| Wo. ges. \| Interpret \| Titel Autor(en) \| Zusätzliche Informationen \| \| (Zeitraum, Wochen auf Platz eins, Interpret, Titel, Autor[en], zusätzliche Informationen) \| \| \| \| \| \| ----------------------------------------------------------------------------------------- \| -------- \| --------------------------------------- \| --------------------------------------------------------------------------------- \| --------------------------------------------------------------------------------------------------------------------------------------------------------------------------------------------------------------------------- \| \| 8. September 2014 – 5. Oktober 2014 4 Wochen (insgesamt 6) \| 6 \| Lilly Wood & the Prick and Robin Schulz \| Prayer in C (Robin Schulz Remix) Nili Hadida, Benjamin Cotto \| Das Duo hatte schon mehrere Hits in seiner Heimat, Prayer in C war 2010 nur als Albumtrack erschienen. Der Remix des deutschen DJs machte es dann international zum Hit. \| \| 6. Oktober 2014 – 12. Oktober 2014 1 Woche (insgesamt 6) \| 6 \| David Guetta feat. Sam Martin \| Dangerous David Guetta, Lindy Robbins, Giorgio Tuinfort, Sam Martin, Jason Evigan \| – \| \| 13. Oktober 2014 – 26. Oktober 2014 2 Wochen (insgesamt 6) \| 6 \| Lilly Wood & the Prick and Robin Schulz \| Prayer in C (Robin Schulz Remix) Nili Hadida, Benjamin Cotto \| – \| \| 27. Oktober 2014 – 9. November 2014 2 Wochen \| 2 \| Sia \| Chandelier Jesse Shatkin, Sia Furler \| – \| \| 10. November 2014 – 14. Dezember 2014 5 Wochen (insgesamt 6) \| 6 \| David Guetta feat. Sam Martin \| Dangerous David Guetta, Giorgio Tuinfort, Sam Martin, Jason Evigan, Lindy Robbins \| – \| \| 15. Dezember 2014 – 1. März 2015 11 Wochen \| 11 \| Mark Ronson feat. Bruno Mars \| Uptown Funk! Mark Ronson, Jeff Bhasker, Bruno Mars, Philip Lawrence \| Das erste Lied von Mark Ronson, das in die französischen Top 100 einsteigt, erreicht sofort die Spitzenposition. Auch für Bruno Mars ist es trotz vieler zuvor erfolgreicher Songs der erste Nummer-eins-Hit in Frankreich. \| |                                                                    |                                                                    |                                                                                   | |
| ← 2013 |                                                                    |                                                                    |                                                                                   | → 2015 → |
| Zeitraum | Wo. ges.                                                           | Interpret                                                          | Titel Autor(en)                                                                   | Zusätzliche Informationen |
| (Zeitraum, Wochen auf Platz eins, Interpret, Titel, Autor[en], zusätzliche Informationen) |                                                                    |                                                                    |                                                                                   | |
| 8. September 2014 – 5. Oktober 2014 4 Wochen (insgesamt 6) | 6                                                                  | Lilly Wood & the Prick and Robin Schulz                            | Prayer in C (Robin Schulz Remix) Nili Hadida, Benjamin Cotto                      | Das Duo hatte schon mehrere Hits in seiner Heimat, Prayer in C war 2010 nur als Albumtrack erschienen. Der Remix des deutschen DJs machte es dann international zum Hit.                                                    |
| 6. Oktober 2014 – 12. Oktober 2014 1 Woche (insgesamt 6) | 6                                                                  | David Guetta feat. Sam Martin                                      | Dangerous David Guetta, Lindy Robbins, Giorgio Tuinfort, Sam Martin, Jason Evigan | – |
| 13. Oktober 2014 – 26. Oktober 2014 2 Wochen (insgesamt 6) | 6                                                                  | Lilly Wood & the Prick and Robin Schulz                            | Prayer in C (Robin Schulz Remix) Nili Hadida, Benjamin Cotto                      | – |
| 27. Oktober 2014 – 9. November 2014 2 Wochen | 2                                                                  | Sia                                                                | Chandelier Jesse Shatkin, Sia Furler                                              | – |
| 10. November 2014 – 14. Dezember 2014 5 Wochen (insgesamt 6) | 6                                                                  | David Guetta feat. Sam Martin                                      | Dangerous David Guetta, Giorgio Tuinfort, Sam Martin, Jason Evigan, Lindy Robbins | – |
| 15. Dezember 2014 – 1. März 2015 11 Wochen | 11                                                                 | Mark Ronson feat. Bruno Mars                                       | Uptown Funk! Mark Ronson, Jeff Bhasker, Bruno Mars, Philip Lawrence               | Das erste Lied von Mark Ronson, das in die französischen Top 100 einsteigt, erreicht sofort die Spitzenposition. Auch für Bruno Mars ist es trotz vieler zuvor erfolgreicher Songs der erste Nummer-eins-Hit in Frankreich. |

| ← 2013 ← | Liste der Nummer-eins-Hits in Frankreich (Top Streaming) | Liste der Nummer-eins-Hits in Frankreich (Top Streaming) | Liste der Nummer-eins-Hits in Frankreich (Top Streaming)                            | 2015 →                    |
| \| Zeitraum \| Wo. ges. \| Interpret \| Titel Autor(en) \| Zusätzliche Informationen \| \| (Zeitraum, Wochen auf Platz eins, Interpret, Titel, Autor[en], zusätzliche Informationen) \| \| \| \| \| \| ----------------------------------------------------------------------------------------- \| -------- \| --------------------------------------- \| ----------------------------------------------------------------------------------- \| ------------------------- \| \| 8. September 2014 – 5. Oktober 2014 4 Wochen \| 4 \| Lilly Wood & the Prick and Robin Schulz \| Prayer in C (Robin Schulz Remix) Nili Hadida, Benjamin Cotto \| – \| \| 6. Oktober 2014 – 9. November 2014 5 Wochen \| 5 \| Tove Lo \| Habits (Stay High) Tove Nilsson, Jakob Jerlström, Ludvig Söderberg, Daniel Ledinsky \| – \| \| 10. November 2014 – 28. Dezember 2014 7 Wochen \| 7 \| David Guetta feat. Sam Martin \| Dangerous David Guetta, Giorgio Tuinfort, Sam Martin, Jason Evigan, Lindy Robbins \| – \| \| 29. Dezember 2014 – 14. Februar 2015 6 Wochen \| 6 \| Mark Ronson feat. Bruno Mars \| Uptown Funk! Mark Ronson, Jeff Bhasker, Bruno Mars, Philip Lawrence \| – \| |                                                          |                                                          |                                                                                     |                           |
| ← 2013 |                                                          |                                                          |                                                                                     | → 2015 →                  |
| Zeitraum | Wo. ges.                                                 | Interpret                                                | Titel Autor(en)                                                                     | Zusätzliche Informationen |
| (Zeitraum, Wochen auf Platz eins, Interpret, Titel, Autor[en], zusätzliche Informationen) |                                                          |                                                          |                                                                                     |                           |
| 8. September 2014 – 5. Oktober 2014 4 Wochen | 4                                                        | Lilly Wood & the Prick and Robin Schulz                  | Prayer in C (Robin Schulz Remix) Nili Hadida, Benjamin Cotto                        | –                         |
| 6. Oktober 2014 – 9. November 2014 5 Wochen | 5                                                        | Tove Lo                                                  | Habits (Stay High) Tove Nilsson, Jakob Jerlström, Ludvig Söderberg, Daniel Ledinsky | –                         |
| 10. November 2014 – 28. Dezember 2014 7 Wochen | 7                                                        | David Guetta feat. Sam Martin                            | Dangerous David Guetta, Giorgio Tuinfort, Sam Martin, Jason Evigan, Lindy Robbins   | –                         |
| 29. Dezember 2014 – 14. Februar 2015 6 Wochen | 6                                                        | Mark Ronson feat. Bruno Mars                             | Uptown Funk! Mark Ronson, Jeff Bhasker, Bruno Mars, Philip Lawrence                 | –                         |

## Alben
| ← 2013 ← | Liste der Nummer-eins-Hits in Frankreich | Liste der Nummer-eins-Hits in Frankreich     | Liste der Nummer-eins-Hits in Frankreich | 2015 → |
| \| Zeitraum \| Wo. ges. \| Interpret \| Titel \| Zusätzliche Informationen \| \| (Zeitraum, Wochen auf Platz eins, Interpret, Titel, zusätzliche Informationen) \| \| \| \| \| \| ------------------------------------------------------------------------------ \| -------- \| -------------------------------------------- \| ------------------------------ \| ------------------------------------------------------------------------------------------------------------------------------------------------------------------------------ \| \| 13. November 2013 – 23. Februar 2014 15 Wochen (insgesamt 25) \| 25 \| Stromae \| Racine carrée \| – \| \| 24. Februar 2014 – 2. März 2014 1 Woche (insgesamt 3) \| 3 \| Indila \| Mini World \| – \| \| 3. März 2014 – 9. März 2014 1 Woche \| 1 \| Pharrell Williams \| Girl \| – \| \| 10. März 2014 – 6. April 2014 4 Wochen \| 4 \| Les Enfoirés \| Bon anniversaire les Enfoirés \| Album zum 25. Jubiläum dieses einzigartigen Benefizprojekts. \| \| 7. April 2014 – 27. April 2014 3 Wochen \| 3 \| Les Prêtres \| Amen \| – \| \| 28. April 2014 – 11. Mai 2014 2 Wochen (insgesamt 3) \| 3 \| Indila \| Mini World \| – \| \| 12. Mai 2014 – 18. Mai 2014 1 Woche \| 1 \| Michael Jackson \| Xscape \| – \| \| 19. Mai 2014 – 1. Juni 2014 2 Wochen \| 2 \| Coldplay \| Ghost Stories \| – \| \| 2. Juni 2014 – 8. Juni 2014 1 Woche \| 1 \| Yannick Noah \| Combats ordinaires \| – \| \| 9. Juni 2014 – 6. Juli 2014 4 Wochen \| 4 \| La bande à Renaud (verschiedene Interpreten) \| La bande à Renaud \| Verschiedene französische Musiker haben bei diesem Projekt 14 Hits von Renaud Séchan neu interpretiert und aufgenommen, unter anderem Cœur de Pirate, Bénabar und Carla Bruni. \| \| 7. Juli 2014 – 20. Juli 2014 2 Wochen (insgesamt 25) \| 25 \| Stromae \| Racine carrée \| – \| \| 21. Juli 2014 – 27. Juli 2014 1 Woche \| 1 \| Fréro Delavega \| Fréro Delavega \| Das Duo aus dem Südwesten Frankreichs schied zwar bei The Voice: La plus belle voix im Viertelfinale aus, konnte aber die Popularität nutzen, noch bevor der Sieger feststand. \| \| 28. Juli 2014 – 17. August 2014 3 Wochen \| 3 \| Keen’V \| Saltimbanque \| – \| \| 18. August 2014 – 31. August 2014 2 Wochen \| 2 \| Calogero \| Les feux d’artifice \| – \| \| 1. September 2014 – 7. September 2014 1 Woche \| 1 \| Lacrim \| Corleone \| – \| \| 8. September 2014 – 5. Oktober 2014 4 Wochen (insgesamt 12) \| 12 \| Kendji Girac \| Kendji \| Kendji Girac ist der dritte Sieger von The Voice: La plus belle voix und der erste, der Platz eins in der Show auch einen Spitzenplatz in den Charts folgen lassen kann. \| \| 6. Oktober 2014 – 19. Oktober 2014 2 Wochen \| 2 \| U2 \| Songs of Innocence \| – \| \| 20. Oktober 2014 – 26. Oktober 2014 1 Woche (insgesamt 12) \| 12 \| Kendji Girac \| Kendji \| – \| \| 27. Oktober 2014 – 2. November 2014 1 Woche \| 1 \| La bande à Renaud (verschiedene Interpreten) \| La bande à Renaud 2 \| Die Fortsetzung des Nummer-eins-Albums vom Juni mit weiteren 15 Liedern von Renaud mit Interpreten wie Bernard Lavilliers, Calogero und Nolwenn Leroy. \| \| 3. November 2014 – 9. November 2014 1 Woche \| 1 \| Julien Clerc \| Partout la musique vient \| – \| \| 10. November 2014 – 16. November 2014 1 Woche \| 1 \| Pink Floyd \| The Endless River \| – \| \| 17. November 2014 – 23. November 2014 1 Woche \| 1 \| Johnny Hallyday \| Rester vivant \| – \| \| 24. November 2014 – 30. November 2014 1 Woche \| 1 \| Alain Souchon & Laurent Voulzy \| Alain Souchon & Laurent Voulzy \| – \| \| 1. Dezember 2014 – 14. Dezember 2014 2 Wochen \| 2 \| AC/DC \| Rock or Bust \| – \| \| 15. Dezember 2014 – 1. Februar 2015 7 Wochen (insgesamt 12) \| 12 \| Kendji Girac \| Kendji \| – \| |                                          |                                              |                                          | |
| ← 2013 |                                          |                                              |                                          | → 2015 → |
| Zeitraum | Wo. ges.                                 | Interpret                                    | Titel                                    | Zusätzliche Informationen |
| (Zeitraum, Wochen auf Platz eins, Interpret, Titel, zusätzliche Informationen) |                                          |                                              |                                          | |
| 13. November 2013 – 23. Februar 2014 15 Wochen (insgesamt 25) | 25                                       | Stromae                                      | Racine carrée                            | – |
| 24. Februar 2014 – 2. März 2014 1 Woche (insgesamt 3) | 3                                        | Indila                                       | Mini World                               | – |
| 3. März 2014 – 9. März 2014 1 Woche | 1                                        | Pharrell Williams                            | Girl                                     | – |
| 10. März 2014 – 6. April 2014 4 Wochen | 4                                        | Les Enfoirés                                 | Bon anniversaire les Enfoirés            | Album zum 25. Jubiläum dieses einzigartigen Benefizprojekts. |
| 7. April 2014 – 27. April 2014 3 Wochen | 3                                        | Les Prêtres                                  | Amen                                     | – |
| 28. April 2014 – 11. Mai 2014 2 Wochen (insgesamt 3) | 3                                        | Indila                                       | Mini World                               | – |
| 12. Mai 2014 – 18. Mai 2014 1 Woche | 1                                        | Michael Jackson                              | Xscape                                   | – |
| 19. Mai 2014 – 1. Juni 2014 2 Wochen | 2                                        | Coldplay                                     | Ghost Stories                            | – |
| 2. Juni 2014 – 8. Juni 2014 1 Woche | 1                                        | Yannick Noah                                 | Combats ordinaires                       | – |
| 9. Juni 2014 – 6. Juli 2014 4 Wochen | 4                                        | La bande à Renaud (verschiedene Interpreten) | La bande à Renaud                        | Verschiedene französische Musiker haben bei diesem Projekt 14 Hits von Renaud Séchan neu interpretiert und aufgenommen, unter anderem Cœur de Pirate, Bénabar und Carla Bruni. |
| 7. Juli 2014 – 20. Juli 2014 2 Wochen (insgesamt 25) | 25                                       | Stromae                                      | Racine carrée                            | – |
| 21. Juli 2014 – 27. Juli 2014 1 Woche | 1                                        | Fréro Delavega                               | Fréro Delavega                           | Das Duo aus dem Südwesten Frankreichs schied zwar bei The Voice: La plus belle voix im Viertelfinale aus, konnte aber die Popularität nutzen, noch bevor der Sieger feststand. |
| 28. Juli 2014 – 17. August 2014 3 Wochen | 3                                        | Keen’V                                       | Saltimbanque                             | – |
| 18. August 2014 – 31. August 2014 2 Wochen | 2                                        | Calogero                                     | Les feux d’artifice                      | – |
| 1. September 2014 – 7. September 2014 1 Woche | 1                                        | Lacrim                                       | Corleone                                 | – |
| 8. September 2014 – 5. Oktober 2014 4 Wochen (insgesamt 12) | 12                                       | Kendji Girac                                 | Kendji                                   | Kendji Girac ist der dritte Sieger von The Voice: La plus belle voix und der erste, der Platz eins in der Show auch einen Spitzenplatz in den Charts folgen lassen kann.       |
| 6. Oktober 2014 – 19. Oktober 2014 2 Wochen | 2                                        | U2                                           | Songs of Innocence                       | – |
| 20. Oktober 2014 – 26. Oktober 2014 1 Woche (insgesamt 12) | 12                                       | Kendji Girac                                 | Kendji                                   | – |
| 27. Oktober 2014 – 2. November 2014 1 Woche | 1                                        | La bande à Renaud (verschiedene Interpreten) | La bande à Renaud 2                      | Die Fortsetzung des Nummer-eins-Albums vom Juni mit weiteren 15 Liedern von Renaud mit Interpreten wie Bernard Lavilliers, Calogero und Nolwenn Leroy.                         |
| 3. November 2014 – 9. November 2014 1 Woche | 1                                        | Julien Clerc                                 | Partout la musique vient                 | – |
| 10. November 2014 – 16. November 2014 1 Woche | 1                                        | Pink Floyd                                   | The Endless River                        | – |
| 17. November 2014 – 23. November 2014 1 Woche | 1                                        | Johnny Hallyday                              | Rester vivant                            | – |
| 24. November 2014 – 30. November 2014 1 Woche | 1                                        | Alain Souchon & Laurent Voulzy               | Alain Souchon & Laurent Voulzy           | – |
| 1. Dezember 2014 – 14. Dezember 2014 2 Wochen | 2                                        | AC/DC                                        | Rock or Bust                             | – |
| 15. Dezember 2014 – 1. Februar 2015 7 Wochen (insgesamt 12) | 12                                       | Kendji Girac                                 | Kendji                                   | – |